# Pillemoine
Pillemoine é uma comuna francesa na região administrativa de Borgonha-Franco-Condado, no departamento de Jura. Estende-se por uma área de 4,69 km². Em 2010 a comuna tinha 61 habitantes (densidade: 13 hab./km²).